# Autocharis marginata
Autocharis marginata is een vlinder uit de familie grasmotten (Crambidae). De wetenschappelijke naam van deze soort is voor het eerst geldig gepubliceerd in 1996 door Guillermet.
De soort komt voor in tropisch Afrika.